# Zöld küllő
A zöld küllő (Picus viridis) a madarak (Aves) osztályának harkályalakúak (Piciformes) rendjébe, ezen belül a harkályfélék (Picidae) családjába tartozó faj.
A Picus madárnem típusfaja.

## Előfordulása
Európában a földközi-tengeri szigetek, Írország, Skócia északi része, Izland, Finnország, valamint Skandinávia és Oroszország északi területeinek kivételével mindenhol honos. Kedveli a nagy erdőket és távol tartja magát az emberektől.

### Kárpát-medencei előfordulása
Magyarországon rendszeres fészkelő, nem vonuló.

## Alfajai
- Picus viridis innominatus
- Picus viridis karelini
- Picus viridis viridis

A Picus sharpei-t (Saunders, 1872), korábban a zöld küllő alfajának vélték.

## Megjelenése
Testhossza 32 centiméter, szárnyfesztávolsága 41 centiméter, csőrhossza 4,5 centiméter, nyelvhossza 10 centiméter és a testtömege 180–200 gramm között van. Tollazata a hátán zöldes-sárgás, hasa és begye világos. A tojó fekete bajszáról ismerhető fel. Mindkét nemnek piros fejfedője van. A fiatal madár arc-, torok- és begytollazata sávozott. Hangja messze csengő, éles, csökkenő hangmagasságú kacagás. Röpte surrogó, erősen hullámvonalas.

## Életmódja
Erdei madár, de élelmét a réteken gyűjti. Ez főként hangyákból és más rovarokból tevődik össze, de táplálkozik magvakkal és gyümölcsökkel is. Arra is volt már többször példa, hogy méhkaptárt dúlt szét. A madarak tavasszal párosodnak és felosztják egymás között a szülői teendőket. A zöld küllő 7 évig is elél.

## Szaporodása
Egyéves korban lesznek ivarérettek. A költési időszak áprilistól augusztusig tart, ekkor a tojó 5–7 fehér tojást rak, melyen mindkét szülő kotlik, 17–19 napig. A fiatal madarak 23–28 napos kor között repülnek ki.

## Képek

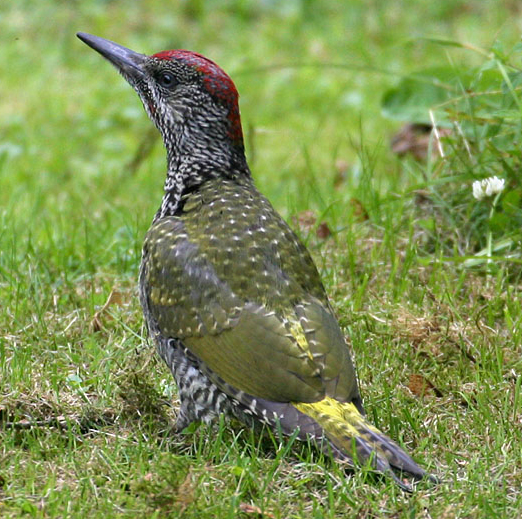
Fiatal példány
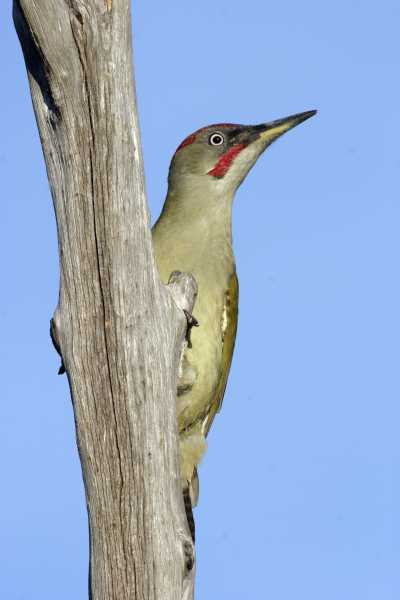
Egy hím
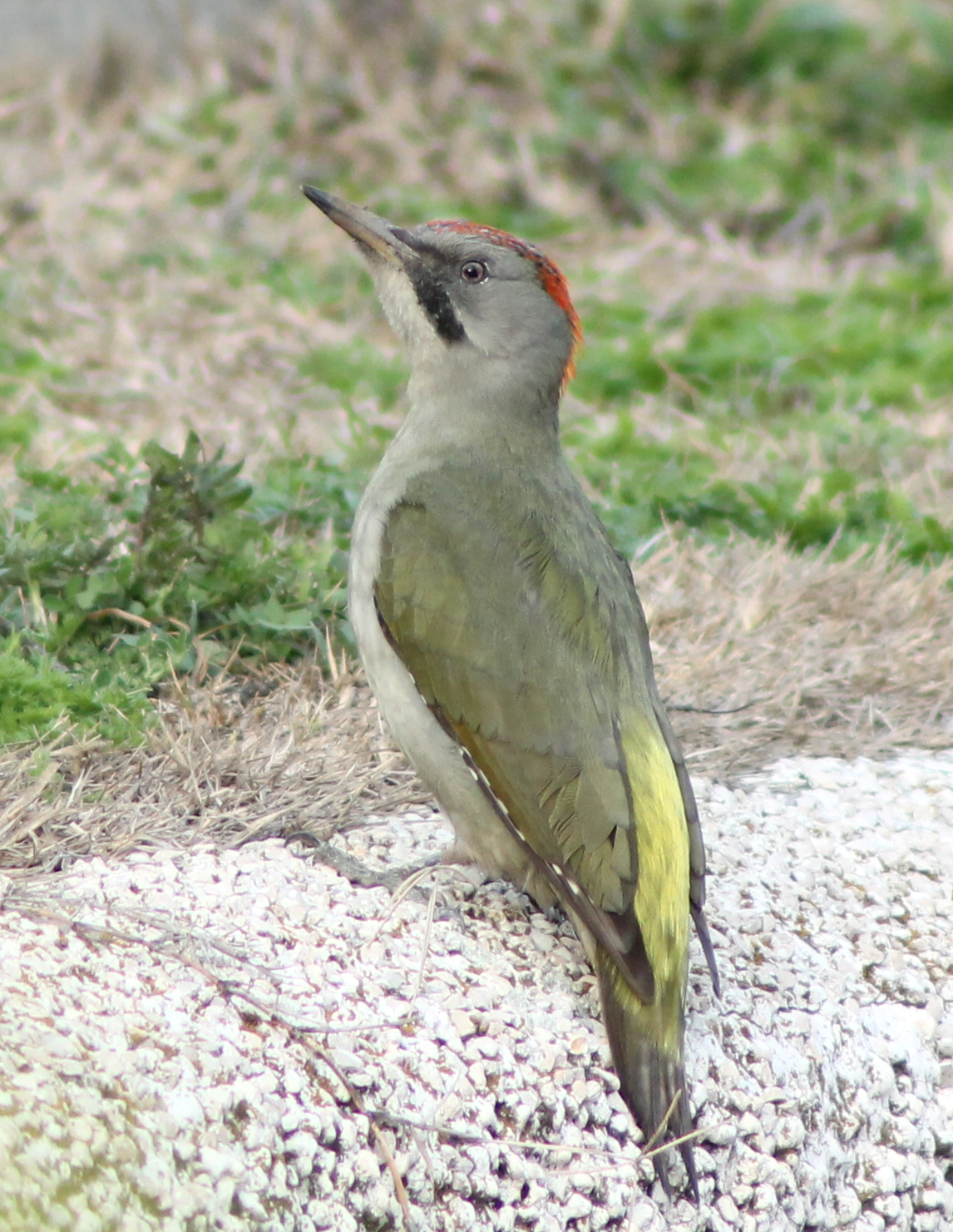
A nőstény
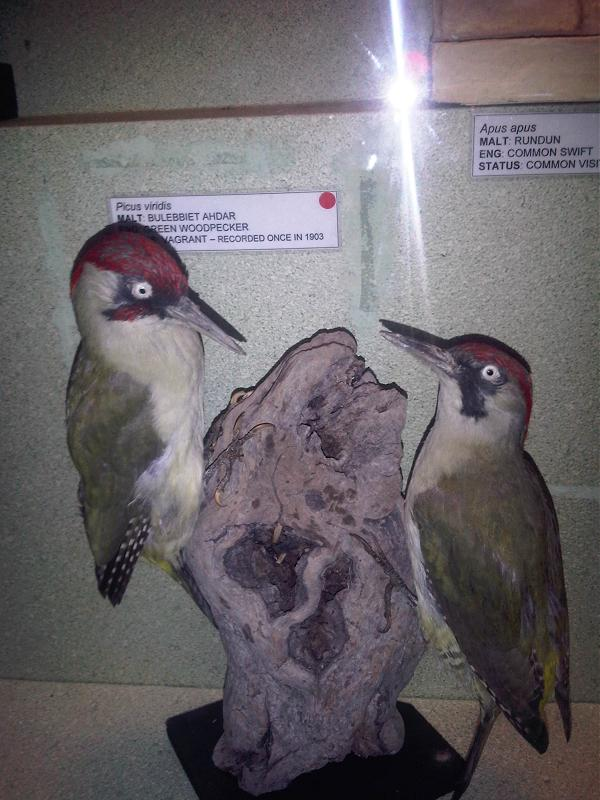
Kitömött zöld küllő pár a Vilhena-palota múzeumában
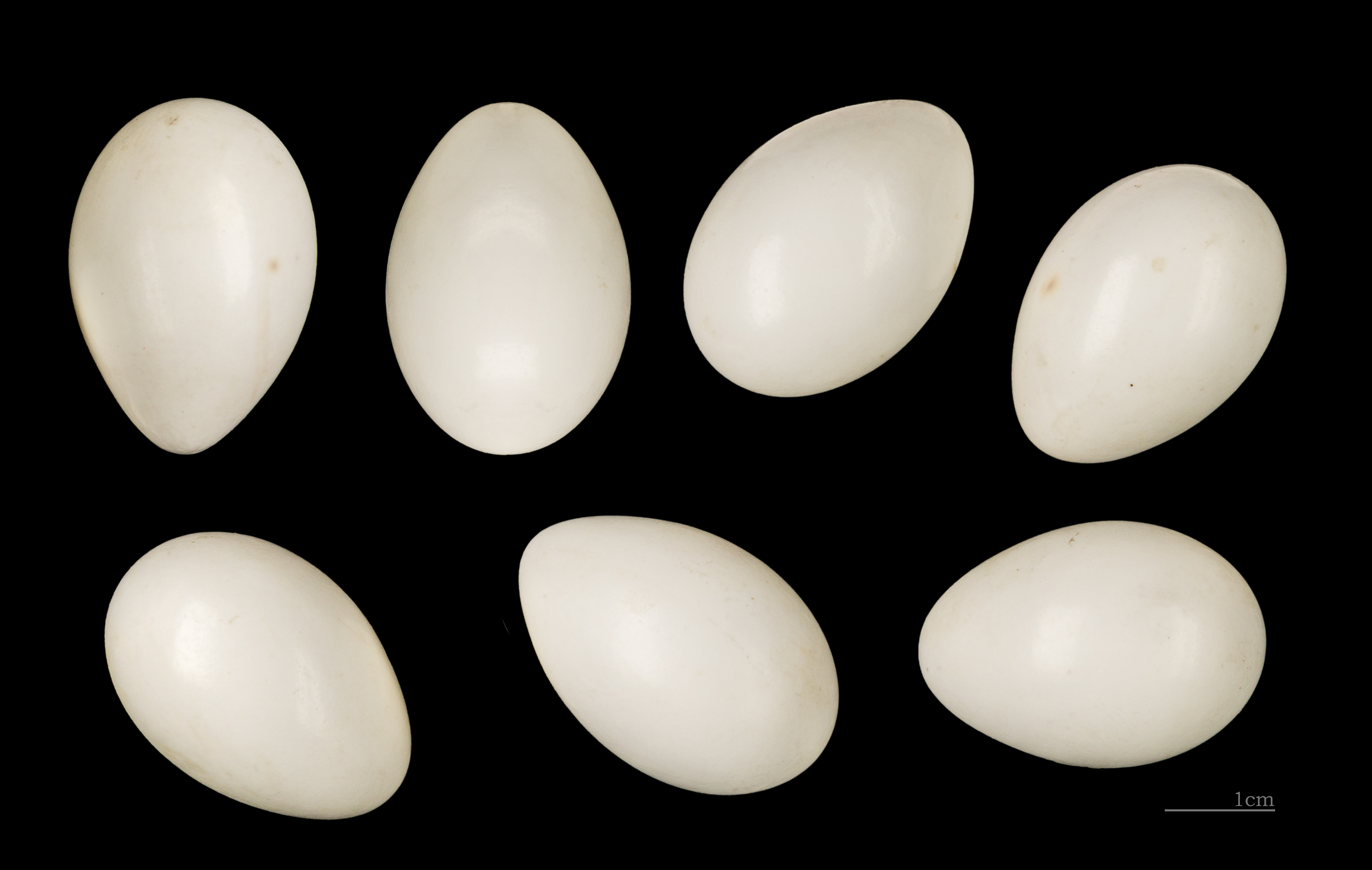
A madár tojásai